# Tranås socken
För orten och kommunen i norra Småland, se Tranås, Tranås kommun, Tranås stad och Tranås köping.
Tranås socken i Skåne ingick från 1891 Ingelstads härad, innan dess i Herrestads härad, uppgick 1969 i Tomelilla köping och området  ingår sedan 1971 i Tomelilla kommun och motsvarar från 2016 Tranås distrikt.
Socknens areal är 20,63 kvadratkilometer varav 20,03 land. År 2000 fanns här 449 invånare.  Kyrkbyn Skåne-Tranås med sockenkyrkan Tranås kyrka ligger i socknen.

## Administrativ historik
Socknen har medeltida ursprung. Socknen överfördes, på grund av kungligt brev den 19 juli 1889, 1891 från Herrestads härad och Malmöhus län till Ingelstads härad och Kristianstads län.
Vid kommunreformen 1862 övergick socknens ansvar för de kyrkliga frågorna till Tranås församling och för de borgerliga frågorna bildades Tranås landskommun. Landskommunen uppgick 1952 i Onslunda landskommun som 1969 uppgick i Tomelilla köping som 1971 ombildades till Tomelilla kommun. Församlingen uppgick  2002 i Brösarp-Tranås församling.
1 januari 2016 inrättades distriktet Tranås, med samma omfattning som församlingen hade 1999/2000.  
Socknen har tillhört län, fögderier, tingslag och domsagor enligt vad som beskrivs i artikeln Ingelstads härad. De indelta soldaterna tillhörde Södra skånska infanteriregementet, Albo kompani och Skånska dragonregementet, Cimbrishamns skvadron, Svabeholms kompani.

## Geografi
Tranås socken ligger norr om Tomelilla på Österlen. Socknen är en odlad slättbygd.

## Fornlämningar
En flintyxa är funnen.

## Namnet
Namnet skrevs i slutet på 1300-talet Tranäs och kommer från kyrkbyn. Efterleden är näs. Förleden är trana..